# 马雷·维尔容
马雷·维尔容（1915年12月2日—2007年1月4日），南非政治家，1979年6月19日成为南非第5届國家总统。
維爾容出身开普省一个农民家庭，是六个孩子中的最小一个。4岁成为孤儿。就读于开普敦大学，18岁时在邮政局做实习报务员。1937年转入新闻界，在一家新创办的南非荷兰语报纸《Die Transvaler》当记者。当时这家报纸由后来的总理亨德里克·弗倫施·維沃爾德主编，維沃爾德任总理后，任命他担任其第一个内阁职务。
维尔容作为一个多年的、有能力的党的组织工作者，于1949年当选为德兰士瓦省参议会议员，4年后当选为国会议员。在担任了一期劳工部和矿业部副部长（1958—1961）后，历任劳工、矿业、有色人种事务、移民、教育、内政和邮电诸部副部长、部长。在职期间，维尔容被视为一个相对温和的国民党成员，他坚决支持国民党所奉行的种族隔离政策。1976年起任参议院议长。
1979年接替巴尔萨泽·约翰内斯·沃斯特为南非总统，在这段时间的国家总统是一个礼仪性职务，直至1984年9月大大地扩大总统权力的新宪法生效时为止。彼得·威廉·博塔担任根据新宪法产生的第一任国家总统。
维尔容卸任总统职务后退休，但仍保持着对政治的兴趣。2007年1月4日因心脏衰竭去世。2007年1月13日，南非为他举行国葬。。

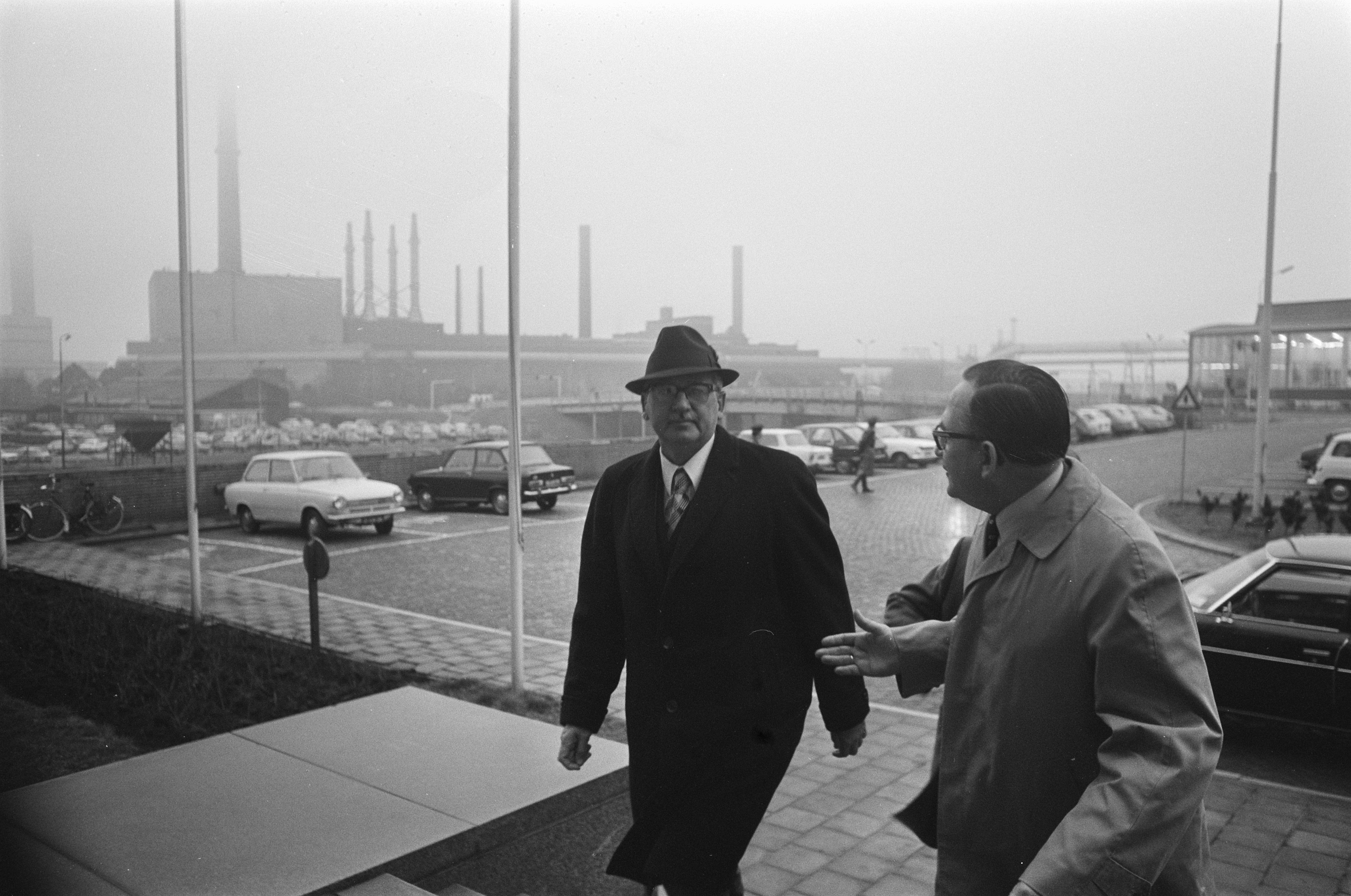
维尔容1975年在荷兰